# Борисоглібське
Борисоглі́́бське (рос. Борисоглебское) — село у складі Тяжинського округу Кемеровської області, Росія.

## Населення
Населення — 256 осіб (2010; 321 у 2002).
Національний склад (станом на 2002 рік):
- росіяни — 96 %